# Basavapatna, Krishnarajanagara
Basavapatna là một làng thuộc tehsil Krishnarajanagara, huyện Mysore, bang Karnataka, Ấn Độ.